# 宋祖兒
宋祖兒（英語：Lareina Song，1998年5月23日—），本名孙凡清，曾用名孙碧涓，小名涓涓。天津市人，中國大陸女演员，毕业于北京电影学院2018级。

## 生平
宋祖儿出生于中国天津，父亲为天津人，母亲为北京人。2005年9月，她在天津实验小学上完一年级后，跟随母亲前往北京就学，先后就读海淀区七一小学和海淀区翠微小学。她在小学时参加了合唱团和舞蹈队，并被选中参演公益电影和《宝莲灯前传》。
宋祖儿于2013年从北京市育英中学初中毕业。因学籍问题，无法在北京、天津两地正常升学考试，且学习偏科严重，数学不好，宋祖儿在2014年从天津市第四十五中学退学，前往美国芝加哥附近一所教会中学就读。宋祖儿在高中之后回到中国大陆发展，2016年与前经纪人解约，隔年签约经纪公司喜天影视。于2017年综艺《花兒與少年》第三季收获关注，在这之后出演了一系列电视剧、电影和综艺作品。
2018年，宋祖儿考入北京电影学院。2020年，宋祖儿及其家人开始自行管理财务资料。2022年，宋祖儿自北影本科毕业。同年年底，宋与经纪公司喜天影视解约。
2023年，被工作室前会计實名舉報税務問題，演藝事業暂停。
2024年8月27日，宋祖兒工作室微博聲明稱宋祖兒經稅務機關核查，無偷逃稅款的行為，未曾因稅務事宜被處以行政處罰。
2025年4月3日，宋祖兒参演电影《熱烈》在清明檔重映。
2025年4月12日，主演电视剧《无忧渡》在爱奇艺播出，显示已经解禁。

## 演出作品

### 綜藝節目
| 年份   | 日期             | 電台     | 節目                 | 備註     |
| ------ | ---------------- | -------- | -------------------- | -------- |
| 2017年 | 4月23日-7月9日   | 湖南衛視 | 《花兒與少年第三季》 | 固定嘉賓 |
| 2019年 | 4月30日－7月2日  | 腾讯视频 | 《忘不了餐厅》       | 固定嘉賓 |
| 2020年 | 7月28日－9月29日 | 腾讯视频 | 《忘不了餐厅第二季》 | 固定嘉賓 |
| 2021年 | 6月16日－8月25日 | 腾讯视频 | 《心动的信号第四季》 | 心动侦探 |
| 2022年 | 5月27日-8月4日   | 腾讯视频 | 《开始推理吧》       | 固定嘉賓 |

### 電視劇
| 首播日期 | 剧名                   | 角色           | 备注                   |
| -------- | ---------------------- | -------------- | ---------------------- |
| 2005年   | 《海闊天高》           | 童謠           |                        |
| 2005年   | 《密令1949》           | 二妮子         |                        |
| 2006年   | 《青城之戀》           | 赵雨阳（童年） |                        |
| 2009年   | 《宝莲灯前传》         | 哪吒           |                        |
| 未播出   | 《無量天》             | 林若雪         | 2009年拍攝             |
| 2017年   | 《我們的少年時代》     | 沙婉           |                        |
| 2018年   | 《夜天子》             | 夏瑩瑩         | 網絡劇                 |
| 2018年   | 《舌害》               | 翟一桃         | 網絡劇                 |
| 2019年   | 《九州缥缈录》         | 羽然           |                        |
| 2020年   | 《上古密约》           | 百里鸿熠       |                        |
| 2020年   | 《幸运兔精灵》         | 幸運           | 2011年拍攝             |
| 2021年   | 《喬家的兒女》         | 喬四美         |                        |
| 2021年   | 《陪你逐风飞翔》       | 沈争一         |                        |
| 2022年   | 《舌尖上的心跳》       | 林可頌         |                        |
| 2022年   | 《盛装》               | 李娜           |                        |
| 2022年   | 《才不要和老板谈恋爱》 | 錢唯           |                        |
| 2025年   | 《无忧渡》             | 段半夏         | 网络剧                 |
| 2025年   | 《折腰》               | 小喬           |                        |
| 2025年   | 《淬火年代》           | 崔冰冰         |                        |
| 待播     | 《聊斋》               | 姥姥           | 网络剧，單元《聂小倩》 |
| 待播     | 《阅读课》             | 吴嘉树         | [ 12 ]                 |
| 待播     | 《表妹万福》           |                |                        |

### 電影
| 首播日期 | 剧名                 | 角色   | 备注       |
| -------- | -------------------- | ------ | ---------- |
| 2007年   | 《你是天使》         | 小华   |            |
| 2016年   | 《洛杉矶捣蛋计划》   | 高可可 |            |
| 2017年   | 《有完沒完》         | 女青年 | 客串       |
| 2019年   | 《坠机》             |        | 禁毒微电影 |
| 2019年   | 《熊出没之原始时代》 | 飞飞   | 配音       |
| 2023年   | 《热烈》             | 李明珠 |            |
| 2023年   | 《疯狂元素城》       | 小焰   | 配音       |

## 獎項
| 年份   | 頒獎典禮                 | 獎項           | 作品 | 結果 |
| 2022年 | 第六屆金骨朵網絡影視盛典 | 年度口碑女演員 |      | 獲獎 |

## 外部連結
- 宋祖兒的Instagram帳戶
- 宋祖兒的新浪微博
- 宋祖兒在豆瓣上的资料（简体中文）